# 劫薪日
《劫薪日》是一個由Overkill Software在2011年10月18日開發的第一人稱射擊遊戲，由索尼線上娛樂發行。2011年10月20日，此遊戲在Steam上發行。續作《收获日2》於2013年8月13日推出。

## 玩法
本作為第一人稱射擊遊戲，玩家扮演著4名搶匪中的一位，在銀行、毒窟、金庫等地圖進行犯罪行動。

## 外部連結
- （英文）官方网站